# Josef Roth von Limanowa-Lapanów
Josef Roth svobodný pán von Limanowa-Lapanów (německy Joseph Freiherr von Limanowa-Lapanów; 12. října 1859 Terst – 9. dubna 1927 Vídeň) byl rakousko-uherský generál. Po absolvování vojenské akademie vstoupil v roce 1879 do c. k. armády, jako štábní důstojník vystřídal službu u řady posádek v celé monarchii, krátce působil na ministerstvu války a uplatnil se ve správě vojenského školství. Za první světové války se jako vojevůdce uplatnil na východní frontě, kde vybojoval vítěznou bitvu u Limanow-Lapanowa (1914). Později byl převelen na italskou frontu, kde se střídavými úspěchy velel do roku 1918. V armádě dosáhl druhé nejvyšší hodnosti generálplukovníka (1918). V závěru války byl přeložen na méně důležitý post inspektora vojenských škol. Byl nositelem prestižního Řádu Marie Terezie a krátce před zánikem monarchie získal šlechtický titul barona (1918).

## Životopis

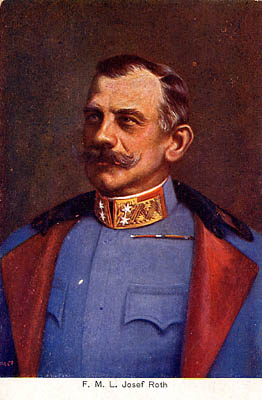
Josef Roth jako polní podmaršál (1912)

Pocházel z rodiny s vojenskou tradicí, byl synem podplukovníka Josefa Rotha (1817–1862), matka Henrietta, rozená Heidenreichová (1830–1888), byla známá jako klavíristka a učitelka hudby. První vojenskou průpravu získal na kadetní škole v Sankt Pölten, poté studoval na Tereziánské vojenské akademii ve Vídeňském Novém Městě (1875–1879). Do armády vstoupil v roce 1879 jako poručík k 21. pluku polních myslivců, s nímž vystřídal působiště v Linzi, Banja Luce a Sarajevu. V letech 1882-1884 si doplnil vzdělání na Válečné škole (K.u.k. Kriegschule) ve Vídni a v roce 1884 byl v hodnosti nadporučíka zařazen do sboru důstojníků generálního štábu. Sloužil v Rijece a Osijeku a v roce 1889 byl povýšen na kapitána, od roku 1890 pracoval na 5. odboru ministerstva války. V hodnosti majora (1895) se stal šéfem štábu 12. pěší divize v Krakově, následně byl štábním náčelníkem 5. armádního sboru v Prešpurku.
V roce 1898 byl povýšen na podplukovníka a sloužil u 76. pěšího pluku ve Štýrském Hradci. Od roku 1900 působil jako pedagog na Válečné škole a v roce 1901 získal hodnost plukovníka. V roce 1907 byl povýšen do hodnosti generálmajora a převzal velení 94. pěší brigády ve Vídni. V letech 1910–1914 zastával funkci velitele Tereziánské vojenské akademie a v roce 1912 obdržel hodnost polního podmaršála.

## První světová válka

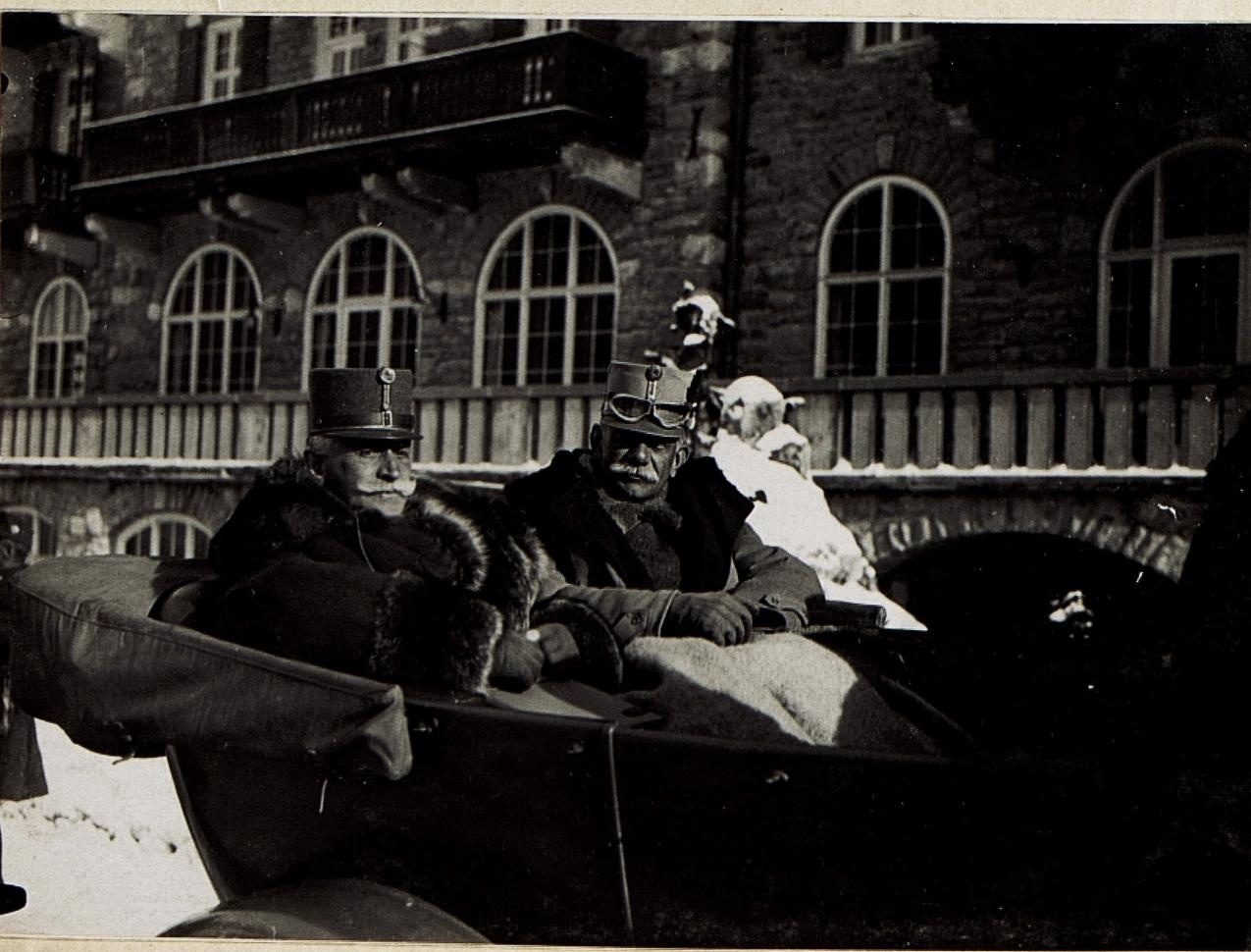
Generál Josef Roth s náčelníkem generálního štábu Franzem Conradem na východní frontě (1915)

Na začátku první světové války byl odvelen na východní frontu, kde v rámci 14. armádního sboru Viktora Dankla převzal velení 3. pěší divize. Zúčastnil se prvních bojů v Haliči (bitva u Komarówa) a v říjnu 1914 byl jmenován velitelem 14. armádního sboru. K němu byly přičleněny ještě další divize a byly souhrnně označovány jako armádní skupina Roth. Zvítězil v bitvě u Limanowy a zabránil obklíčení Krakova (prosinec 1914). Počátkem roku 1915 bojoval u Gorlice a Lublinu. K datu 1. května 1915 obdržel hodnost generála pěchoty a byl převelen na italskou frontu, kde řídil obranu Tyrolska. Jako vrchní velitel v Tyrolsku nakonec převzal velení 20. armádního sboru (1917–1918), s nímž vedl další boje na Soči. Po vítězství u Caporetta (1918) dočasně skončily operace na italské frontě a pro Josefa Rotha se hledalo nové uplatnění. K datu 1. února byl povýšen do hodnosti generálplukovníka a následně jmenován generálním inspektorem vojenských škol. Po uzavření Brestlitevského míru měl za úkol koordinovat průběh návratu válečných zajatců z východní fronty.
V armádě byl penzionován k datu 1. prosince 1918, ale nadále zůstal aktivní ve veřejném životě v Rakousku. Předsedal několika spolkům válečných vysloužilců a od roku 1925 byl prezidentem řádové kapituly Vojenského řádu Marie Terezie.
Zemřel ve Vídni 9. dubna 1927 ve věku 67 let a byl pohřben na vídeňském Centrálním hřbitově.

## Tituly a ocenění
V roce 1916 obdržel titul c. k. tajného rady s nárokem na oslovení Excelence. V červnu 1916 byl povýšen do šlechtického stavu s titulem rytíř. V září téhož roku byl šlechtický titul na jeho vlastní žádost doplněn predikátem von Limanowa-Lapanow odvozeným od jeho úspěchu na východní frontě z roku 1914. Během vojenské služby obdržel řadu vyznamenání v Rakousku-Uhersku i v zahraničí. V roce 1918 získal rytířský kříž Řádu Marie Terezie a na základě řádových stanov byl v říjnu 1918 povýšen do stavu svobodných pánů. Jako velitel v Tyrolsku byl v roce 1917 jmenován čestným občanem v Brixenu.

### Rakousko-Uhersko
- Vojenská záslužná medaile (1895)
- Jubilejní pamětní medaile (1898)
- Řád železné koruny III. třídy (1905)
- rytířský kříž Leopoldova řádu (1908)
- Vojenský jubilejní kříž (1908)
- komandérský kříž Leopoldova řádu s válečnou dekorací (1914)
- Řád železné koruny I. třídy s válečnou dekorací (1915)
- Vyznamenání za zásluhy o Červený kříž s válečnou dekorací (1915)
- velkokříž Leopoldova řádu s válečnou dekorací (1917)
- Vojenská záslužná medaile s válečnou dekorací (1917)
- Vojenský záslužný kříž III. třídy s válečnou dekorací (1918)
- rytířský kříž Řádu Marie Terezie (1918)

### Zahraničí
- Řád pruské koruny III. třídy (Německo, 1895)
- Řád rumunské hvězdy (Rumunsko, 1901)
- Řád červené orlice II. třídy (Německo, 1909)
- Řád meče I. třídy (Švédsko, 1909)
- Železný kříž II. třídy (Německo, 1915)
- Železný kříž I. třídy (Německo, 1915)

## Rodina

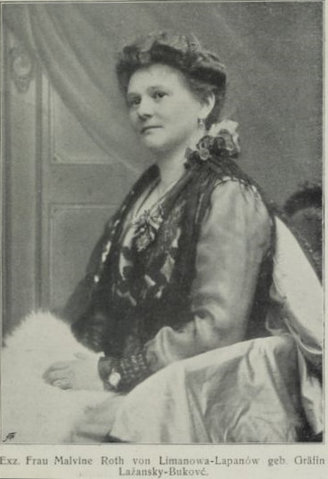
Rothova manželka Malvína, rozená hraběnka Lažanská z Bukové (1873–1947)

Oženil se v roce 1892 ve vídeňské čtvrti Hietzing v kostele Narození Panny Marie. Jeho manželkou se stala hraběnka Malvína (uváděná též jako Melanie) Lažanská z Bukové (1873–1947), dcera hraběte Jaroslava Ignáce Lažanského z Bukové (1835–1913). Z jejich manželství se narodili dva synové a dvě dcery. Nejstarší syn Josef (1893–1969) byl důstojníkem v armádě Rakouské republiky.
Jeho starší bratr August (1853–1911) byl důstojníkem c. k. námořnictva, uplatnil se jako pedagog a do výslužby odešel v roce 1903 v hodnosti kapitána.